# Soperton (Georgia)
Soperton település az Amerikai Egyesült Államok Georgia államában, Treutlen megyében, melynek megyeszékhelye is. Lakosainak száma 2889 fő (2020. április 1.).

## Népesség
A település népességének változása:

| 2010 | 3 115 |
| 2020 | 2 889 |